# Jean Dubois le Vieux
Pour les articles homonymes, voir Jean Dubois et Dubois.
Jean Ier Dubois dit Le Vieux (23 février 1604 à Fontainebleau ou Avon ? - 19 avril 1676 à Fontainebleau), est un peintre français.

## Biographie
Fils du peintre Ambroise Dubois, Jean Ier Dubois est un artiste peu connu, dont peu d'œuvres nous sont parvenues. Il voyage à Rome en 1627 puis revient à Paris. Le 26 décembre 1635, il est chargé par Louis XIII, à la suite de la démission de Claude de Hoey, fils de Jean de Hoey, de l'entretien des peintures faites par son père à Fontainebleau ainsi que celles des chambres, obtenant la charge de "garde général des tableaux du roi". Il devient peintre et valet de chambre du roi en 1636. Il termine notamment les décors commencés par son père à la chapelle haute Saint-Saturnin de Fontainebleau. Auguste Loménie de Brienne le fait concierge de deux de ses maisons à Fontainebleau. Restaurateur des peintures du roi à Fontainebleau, il décore entre 1664 et 1667 l'antichambre de la reine de plusieurs camaïeux historiés évoquant la régence d'Anne d'Autriche. C'est ainsi qu'il a réalisé La Félicité, dit autrefois Portrait de la reine Anne d'Autriche et auparavant attribué à l'atelier de Mignard (Fontainebleau; original datant de 1642, Paris, Musée du Louvre). Il serait également l'auteur d'une Renommée tenant dans ses mains deux trompettes et la bannière de la France, peinte sur un fond de paysage, sur la cheminée de la salle du Buffet du château de Fontainebleau (ce tableau figurait à l'inventaire en 1709). L'inventaire dressé par Nicolas Bailly des collections royales en 1709 signale un grand nombre de tableaux de sa main, dont aucun n'a été retrouvé. Il est l'auteur du tableau du maître autel de la chapelle de la Trinité du château de Fontainebleau, La Sainte Trinité au moment de la déposition de croix, daté en 1642, auquel est associé un dessin : La Madeleine éplorée (acquis par dation par le département des Arts graphiques du Musée du Louvre dans les années 1990), autrefois attribué à Simon Vouet. Dubois serait également l'auteur d'une Madeleine aux pieds du seigneur. Le 26 octobre 1644, un brevet restreint sa charge aux seuls tableaux de son père et réduit ses appointements, avant qu'un nouveau brevet, signé le 14 juillet 1651, lui redonne ses responsabilités antérieures.
Il épouse le 13 avril 1643 Marie Oultrebon, fille d'un jardinier du château, dont il a plusieurs fils : Jean Dubois dit Le Jeune (1645 - 1694) et Louis Dubois (1646 - 1702).

## Œuvres

### Peintures
- La sainte Trinité au moment de la déposition de croix, 1642, Fontainebleau, musée national du château.
- La Félicité, dit aussi Portrait de la Reine Anne d'Autriche, vers 1642, Paris, musée du Louvre.
- La Félicité, dit aussi Portrait de la Reine Anne d'Autriche (d'après), Fontainebleau, musée national du château.
- Saint Sébastien soigné par sainte Irène, avec le donateur Girard Jadin de Surin, écuyer (attribué), Héricy, église Sainte-Geneviève.
- Renommée tenant dans ses mains deux trompettes et la bannière de la France.

### Dessins
- La Madeleine éplorée, Paris, musée du Louvre[4]
- Portrait d'homme, pierre noire, pastel et sanguine, rehauts de craie, Paris, Bibliothèque nationale de France (Réserve B 6b, fol.34).